# Tullbergia obtusochaeta
Tullbergia obtusochaeta är en urinsektsart som först beskrevs av Josef Rusek 1976.  Tullbergia obtusochaeta ingår i släktet Tullbergia och familjen Tullbergiidae. Inga underarter finns listade i Catalogue of Life.